# 충

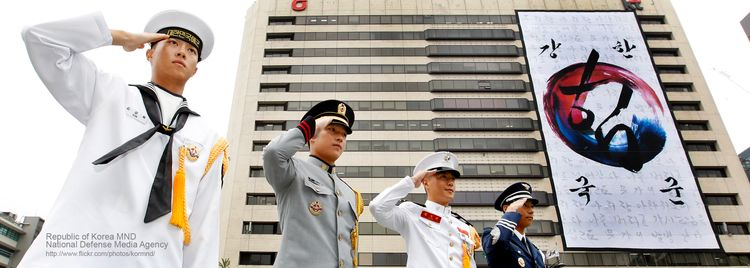

충(忠)은 누군가를 위해 정성(精誠)·성의(誠意), 또는 정성과 성의를 다한다는 뜻으로, 군신(君臣) 사이에서 신하된 자의 도리를 가리킨다. 동양적인 윤리에서는 가족을 천하의 원형으로 하는 관념이 있기 때문에 주군(主君)을 섬기는 충은 곧 부모에 대한 효(孝)와 같은 것이라 보기도 했다.

## 같이 보기
- 피에타스
- 충성
- 효

## 참고 문헌
- 이 문서에는 다음커뮤니케이션(현 카카오)에서 GFDL 또는 CC-SA 라이선스로 배포한 글로벌 세계대백과사전의 내용을 기초로 작성된 글이 포함되어 있습니다.